# معركة الملاحة (1818)
معركة الملاحة الكبرى عام 1233 هـ/1818 م هي معركةٌ دارت أثناء الحرب السعودية العثمانية تحديدا في قرية الملاحة في بلاد عسير، بين قوات الشريف حمود ابو مسمار و قواتِ مُحمد علي باشا بقيادة سنان باشا الذي قتل في نفس المعركة وانتهت بهزيمة القوات العثمانية والمصرية

## الأحداث
عندما تقدمت قوات محمد علي باشا بقيادة وزيره حسني باشا عام 1817 كان حال بلاد عسير في نوع من التشتت وتحزب البعض منهم مع الحامية التركية ضد رئيسهم محمد بن أحمد المتحمي و علي بن مجثل فأتفق الرئيسان على أن يستعينان بالشريف حمود حاكم تهامة وأمير أبو عريش واستدعائه لتولي امر عسير فوافق الشريف حمود وأرسل جيش لعسير بقيادة وزيره الحسن بن خالد الحازمي
تقدم الحسن بن خالد إلى عسير
سار ذلك الجيش بقيادة الوزير تتقدمه طليعة الفرسان برئاسة القاضي حسن بن عطيف الحكمي حتى استقرت الطليعة في رجال ألمع والحسن بن خالد في (الحمةّ) وهناك علم أن قوة الجيش التركي بقيادة جمعة باشا يرافقها الأميران منصور بن ناصر و علي بن حيدر تزحف إلى عسير فلاقاهم و أشتبك معهم في معركة أودت بهزيمتهم ، وتقدم إلى عسير تتقدمه طليعة الفرسان بقيادة حسن بن عطيف الحكمي حتى توسط في جبال السراة شعر بما يتهدد جيشه من العسيريين ، وتحرج موقفه فلم يستطع التقدم ولم يقدر على الإنسحاب، فأستنجد حمود فسار بنفسه على رأس جيش قوي لنجدته وتمكن من إخضاع عسير لأمره.